# Schiffsheizer
Schiffsheizer war ein Beruf in der Seeschifffahrt und Binnenschifffahrt und zwar sowohl in der Handelsschifffahrt als auch der Marine. Der Beruf ist heute ausgestorben. Man findet Schiffsheizer nur noch auf Museumsschiffen. 
Im Seemannsslang hat sich "Heizer" aber als liebevoll spöttischer Sammelbegriff für das Maschinenpersonal erhalten.

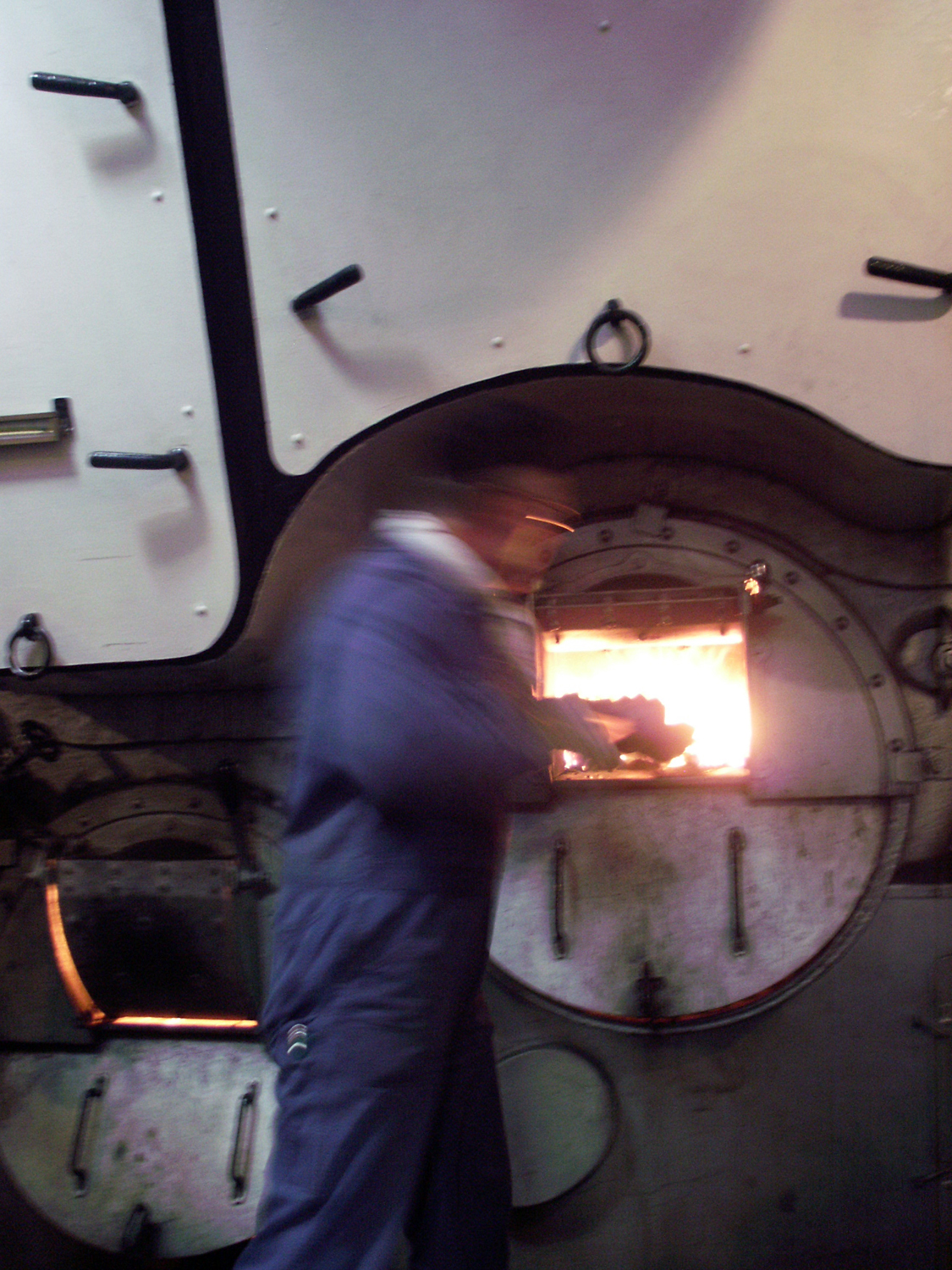
Heizer des Museumsdampfers Schaarhörn bei der Arbeit

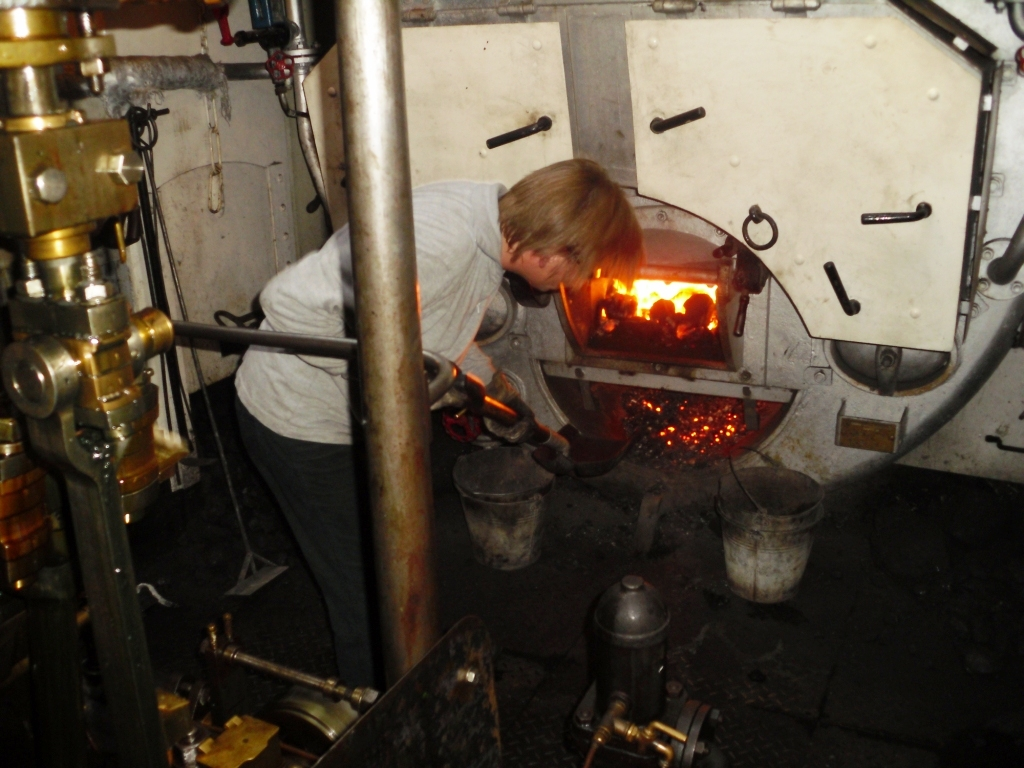
Heizerin des Museumsdampfers TIGER beim ersten Einsatz

Der Schiffsheizer hatte die ihm anvertrauten Dampfkessel so zu bedienen, dass jederzeit ausreichend Dampf in der benötigten Spannung (Druck) zum Betrieb der Schiffs-Kolbendampfmaschinen oder Schiffs-Dampfturbinen zur Verfügung stand. Zu dieser Bedienung gehörten das regelmäßige und kontrollierte Aufwerfen und Durchstoßen von Kohle, die Kontrolle des Kessel-Wasserstandes, die Nachspeisung mit Kessel-Speisewasser, die regelmäßige Reinigung der Feuer, die Beseitigung der entstandenen Asche, die Versetzung des Kesselwassers mit Chemikalien, die die Bildung von Kesselstein bzw. Mineralstoffablagerungen verhindern sollten (zum Beispiel Soda und Natriumphosphat), Reinigungs- und Reparaturarbeiten und ggfs. auch das Kohletrimmen, falls dazu keine Kohlentrimmer und Kohlenzieher zur Verfügung standen. Darunter versteht man das Heranschaffen von Kohle aus den zum Teil weit entfernten Kohlebunkern.
Die Arbeit wurde in der Regel im 3-Wachen-Törn gefahren. Das bedeutete, dass ein Heizer 4 Stunden arbeitete, 8 Stunden Ruhezeit hatte und dann nochmals einen Törn von 4 Stunden Arbeit plus 8 Stunden Ruhezeit abhielt. 24 Stunden bestanden folglich aus 8 Stunden Arbeit und 16 Stunden Freiwache. Insgesamt wurden 3 Wachen benötigt, um den Betrieb rund um die Uhr (24 Stunden) aufrechtzuerhalten. Im Hafen wurde dieser Rhythmus häufig geändert, das heißt im Hafenbetrieb wurde 8 Stunden gearbeitet und 16 Stunden waren frei (Freiwache), um auch Landgänge zu ermöglichen. 
Die Arbeit in den zum Teil dunklen und heißen (30–40 °C, in tropischen Gewässern bis zu 60 °C) Kesselräumen der Schiffe war äußerst anstrengend, kräfteraubend und nicht ungefährlich. Verbrennungen und Verbrühungen durch undichte Ventile oder Rohrleitungen kamen oft vor. Ein geübter Schiffsheizer konnte unter Berücksichtigung aller Arbeiten pro Stunde maximal etwa 750 kg Kohle verfeuern. Für seine Arbeit stand ihm das so genannte Feuergeschirr, verschiedene Werkzeuge wie Kohlenschaufel, Schleuße, Reinmachkrücke, Aschfallkrücke, Pricker, Rohrbürste und Rostenzange zur Verfügung. Es handelte sich um lange Eisenstangen von 20–30 kg Gewicht, die mit besonderen Enden für den entsprechenden Verwendungszweck ausgestattet waren.
Der Beruf des Schiffsheizers erfuhr mit der Umstellung auf ölgefeuerte Kessel eine erhebliche Erleichterung und verlor mit der Einführung von diesel(motor)getriebenen Schiffen an Bedeutung.